# Alloxysta fuscitarsis
Alloxysta fuscitarsis är en stekelart som beskrevs av Jean-Jacques Kieffer 1904. Alloxysta fuscitarsis ingår i släktet Alloxysta, och familjen glattsteklar. Arten är reproducerande i Sverige.